# Робассомеро
Робассомеро (итал. Robassomero) — коммуна в Италии, располагается в регионе Пьемонт, в провинции Турин.
Население составляет 3028 человек (2008 г.), плотность населения составляет 379 чел./км². Занимает площадь 8 км². Почтовый индекс — 10070. Телефонный код — 011.
Покровителем коммуны почитается святитель Григорий Чудотворец. В коммуне 8 сентября особо празднуется Рождество Пресвятой Богородицы.

## Демография
Динамика населения:

## Администрация коммуны
- Официальный сайт: http://www.comune.robassomero.to.it